# Alexander Koch
Alexander Koch, född den 22 februari 1969 i Bonn, Tyskland, är en tysk fäktare som tog OS-guld i herrarnas lagtävling i florett i samband med de olympiska fäktningstävlingarna 1992 i Barcelona.